# رابرت مک‌نامارا
رابرت استرِینج مک‌نامارا (به انگلیسی: Robert Strange McNamara) (زاده ۹ ژوئن ۱۹۱۶ – درگذشته ۶ ژوئیه ۲۰۰۹)، یکی از مدیران اجرایی کسب و کار، وزیر دفاع آمریکا بین سال‌های ۱۹۶۱ تا ۱۹۶۸ و پنجمین رئیس بانک جهانی از سال ۱۹۶۸ تا ۱۹۸۱ است.

## زندگیِ سیاسی

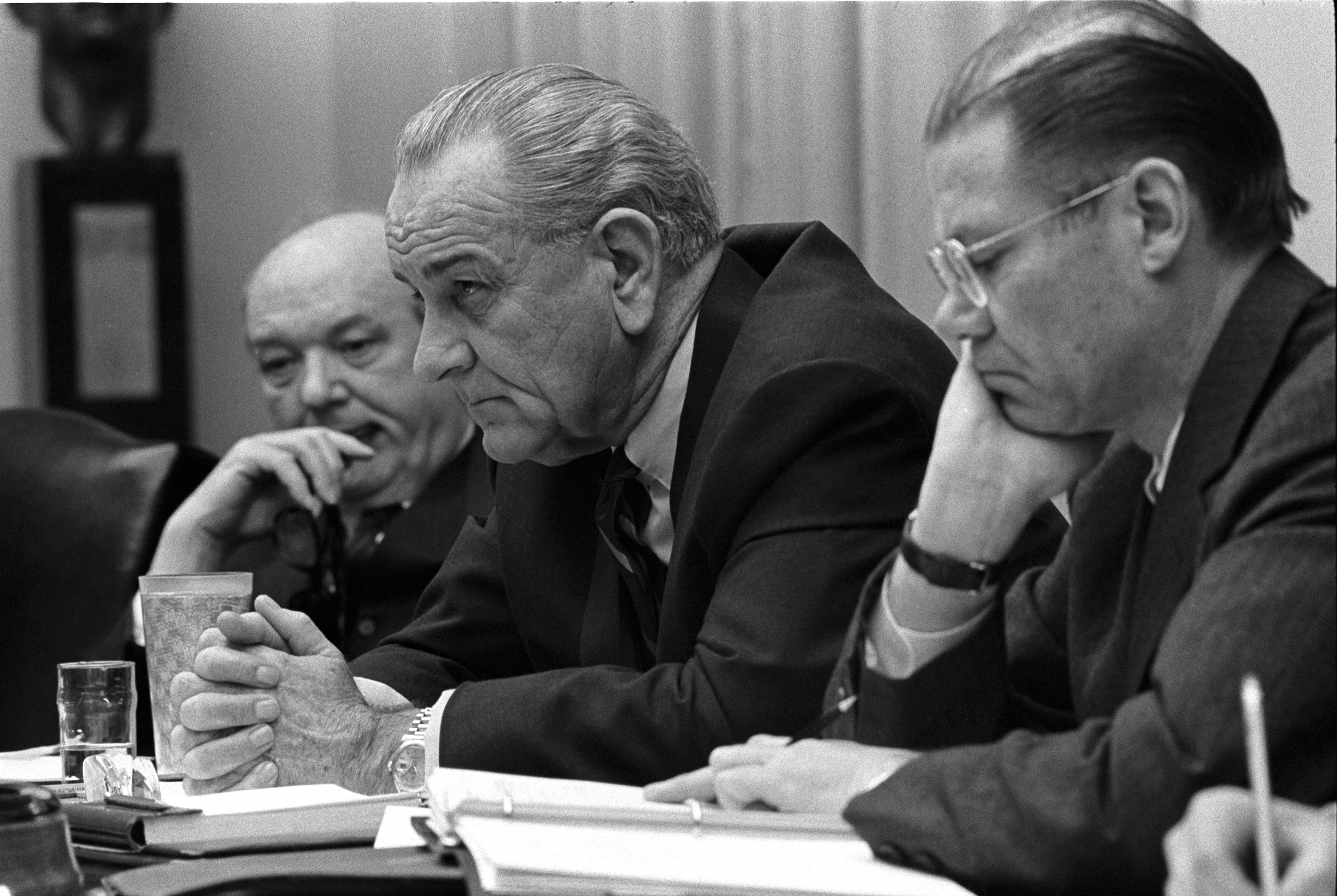
رابرت استرِینج مک‌نامارا

مک‌نامارا هشتمین وزیر دفاع آمریکا در کابینه جان اف کندی و لیندون بینز جانسون از سال ۱۹۶۱ تا ۱۹۶۸ بود که در آن زمان نقش زیادی در افزایش دخالت ایالات متحده در جنگ ویتنام ایفا کرد.
وی پس از آن، به عنوان رئیس بانک جهانی از سال ۱۹۶۸ تا ۱۹۸۱ خدمت کرد. او مسئول نهاد تحلیل سامانه‌ها در سیاست‌های عمومی بود که امروزه به نظم و انضباط به عنوان تجزیه و تحلیل سیاست توسعه شناخته می‌شود.
مک‌نامارا عملکرد لجستیک پنتاگون را به دو سازمانِ آژانس اطلاعات دفاعی ایالات متحده آمریکا و آژانس تأمین دفاع متمرکز کرد.
وی طولانی‌ترین دوران وزیر دفاعی آمریکا را به مدت ۲۵۹۵ روز بین سال ۱۹۶۱ تا ۱۹۶۸ دارد. رابرت مک‌نامارا در ۶ ژوئیه ۲۰۰۹ در سن ۹۳ سالگی درگذشت.